# ديار آل صالح (القطن)

تعديل مصدري - تعديل

ديار ال صالح هي إحدى قرى عزلة القطن بمديرية القطن التابعة لمحافظة حضرموت، بلغ تعداد سكانها 159 نسمة حسب تعداد اليمن لعام 2004.